# Naturalezas (escultura)
L'escultura urbana coneguda pel nom Naturalezas, ubicada al Campo de San Francisco de Oviedo, a la ciutat d'Oviedo, Principat d'Astúries, Espanya, és una de les més d'un centenar que adornen els carrers de l'esmentada ciutat espanyola.
El paisatge urbà d'aquesta ciutat es veu adornat per obres escultòriques, generalment monuments commemoratius dedicats a personatges d'especial rellevància en un primer moment, i més purament artístiques des de finals del segle xx.
L'escultura, feta de pedra, obtinguda de la pedrera "El Fresno”, és obra de Benjamín Menéndez Navarro, i està datada el 2006.
Pot contemplar-se la mateixa al costat de l'estany dels ànecs de l'esmentat Campo de San Francisco. Es tracta d'una escultura urbana encarregada per l'Àrea de Manteniment de l'Ajuntament d'Oviedo i consisteix en un mig arc format per set dovelles, que aconsegueix sostenir i alhora completar la inclinació que de manera natural presentava un arbre, que queia sobre el camí destinat als vianants del jardí.
L'escultura tal com està concebuda permet no només donar un sentit més artístic al propi de la naturalesa, sinó convertir-se, des d'un joc per a nens a un valuós esquer per ser detectat per persones invidents, és per això que el seu propi autor considera que «La pieza tiene muchos juegos. Aparte de la poesía de los dos elementos —la naturaleza en estado puro y la piedra— es una intervención: sirve de juego para los niños y de salvaobstáculos para los ciegos».
Aquesta obra és la segona intervenció de l'autor en aquest espai, ja que, amb anterioritat, l'any 2000, va dur a terme la col·locació d'una peça d'acer com a suport per a un altre arbre inclinat que corria perill de caure.